# پارک علمی کمبریج

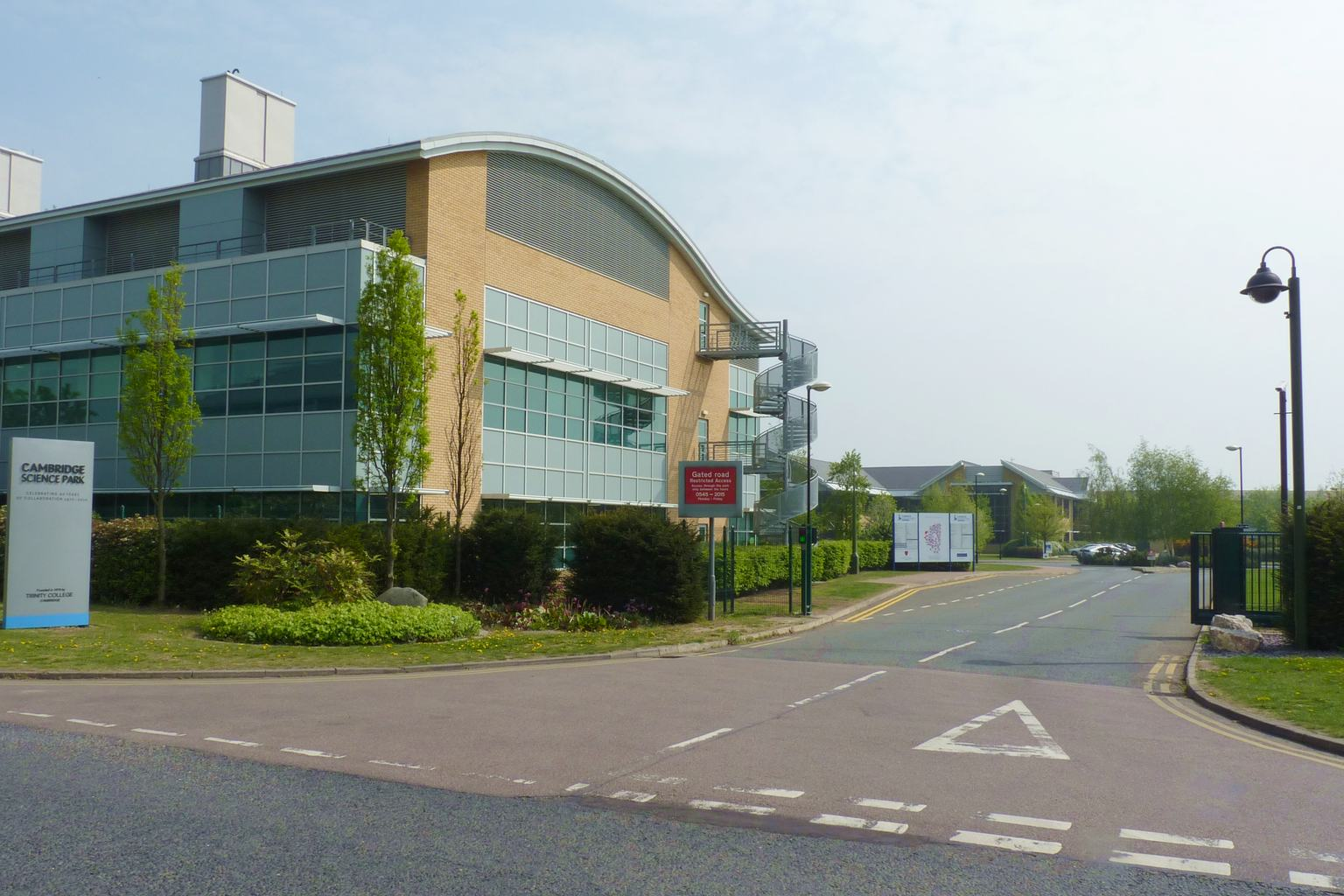
پارک علمی کمبریج

پارک علمی کمبریج، توسط کالج ترینیتی در سال ۱۹۷۰ میلادی تأسیس شد. این پارک قدیمی‌ترین پارک علمی در بریتانیا است که با تمرکز بر کسب‌وکارهای مرتبط با علم و فناوری است و پیوندهای قوی با دانشگاه کمبریج در نزدیکی آن دارد.
این پارک علمی در حدود ۳ کیلومتری شمال مرکز شهر کمبریج، در محله میلتون، مجاور خود کمبریج واقع شده است. این پارک توسط ایستگاه راه‌آهن کمبریج شمالی و اتوبوس کمبریج شر در دسترس است.

## تاریخچه
زمین این پارک در ابتدا به کالج ترینیتی داده شد که این کالج توسط هنری هشتم در سال ۱۵۴۶ تأسیس شد. زمین آن تا زمان جنگ جهانی دوم برای کشاورزی مورد استفاده قرار گرفت، زمانی که ارتش ایالات متحده از آن استفاده کرد و برای آماده کردن وسایل نقلیه و تانک‌ها برای D-Day مورد استفاده قرار گرفت. پس از جنگ، زمین تا سال ۱۹۷۰ متروک باقی ماند. در این سال به پیشنهاد تونی و تحت نظارت سر جان برادفیلد، کالج با سر فرانسیس پمبرتون کار کرد تا آن را به یک مرکز جدید سرمایه‌گذاری علمی و نوآوری تبدیل شد.
در سال ۲۰۱۷، پس از چندین دهه گسترش سریع در کمبریج، پارک اولین مدیر خود را منصوب کرد و سرمایه‌گذاری بزرگی را برای بهبود امکانات و کاهش تراکم ترافیک اعلام کرد.